# Ilang-ilang
Ilang-ilang (Cananga odorata) är en art i familjen kirimojaväxter. Den förekommer naturligt i Indien, Indonesien och på Filippinerna samt fram till Salomonöarna och norra Australien. Arten odlas i större skala i Polynesien, Melanesien och Mikronesien. Ilang-ilang kan odlas i tempererat klimat i växthus.

## Beskrivning
Ilang-ilang är ett städsegrönt träd som kan bli 25 m högt, mer sällan en buske. Det är snabbväxande, kan växa 5 meter på ett år, och når i genomsnitt en höjd av omkring 12 meter. Bladen sitter strödda, de är enkla, 15-20 cm långa, avlångt äggrunda, utdraget spetsiga, mjuka och blanka. Blommorna sitter i samlingar i bladvecken. De är hängande, gröngula, i sällsynta fall rosatonade, och doftande av en starkt doftande essentiell olja. Foderbladen är tre. Kronbladen är sex och sitter i två serier. Ståndarna är många. Frukten är skaftad, avlång, 2-2,5 cm lång och innehåller 6-12 frön.
Arten växer i full sol eller halvskugga, och föredrar sur jord i sin naturliga miljö, regnskogen. 
För beståndet är inga hot kända. IUCN listar arten som livskraftig (LC).

## Varieteter
- var. odorata - är ett upp till 25 meter högt träd.
- var. fruticosa - är en buske som inte blir högre än två meter. Blommorna doftar inte lika starkt som hos typen och har mer vridna kronblad.

Trädets frukter är viktig föda för duvor, som arterna halsbandskejsarduva (Ducula mullerii), rostbröstad kejsarduva (Ducula rufigaster), bandkejsarduva (Ducula zoeae), purpurkronad fruktduva (Ptilinopus superbus), rosafläckig fruktduva ('Ptilinopus perlatus), diademfruktduva (Ptilinopus coronulatus), orangebukig fruktduva (Ptilinopus iozonus), och wompoofruktduva (Ptilinopus magnificus) .

## Etymologi
Namnet ilang-ilang kommer av tagalogspråket, och härleds antingen till ordet ilang som betyder i så fall vildhet och anspelar på dess naturliga miljö, eller från ordet ilang-ilan som betyder sällsynt och anspelar i så fall på dess exceptionella doft. Den odlas i större skala i Polynesien, Melanesien och Mikronesien.

## Ilang-ilangolja
Doften av ilang-ilang är rik och djup, med toner av gummi och vanilj och antydningar om jasmin och neroli. Blommans essentiella olja utvinns genom ångdestillation, och indelas i klasser (extra, 1, 2, 3) efter när destillationen utförts. De aromatiska beståndsdelarna av ilang-ilang är benzylacetat, linalool, p-cresylmetyl eller metylbenzoat vilket ger blomman dess karaktäristiska doft.

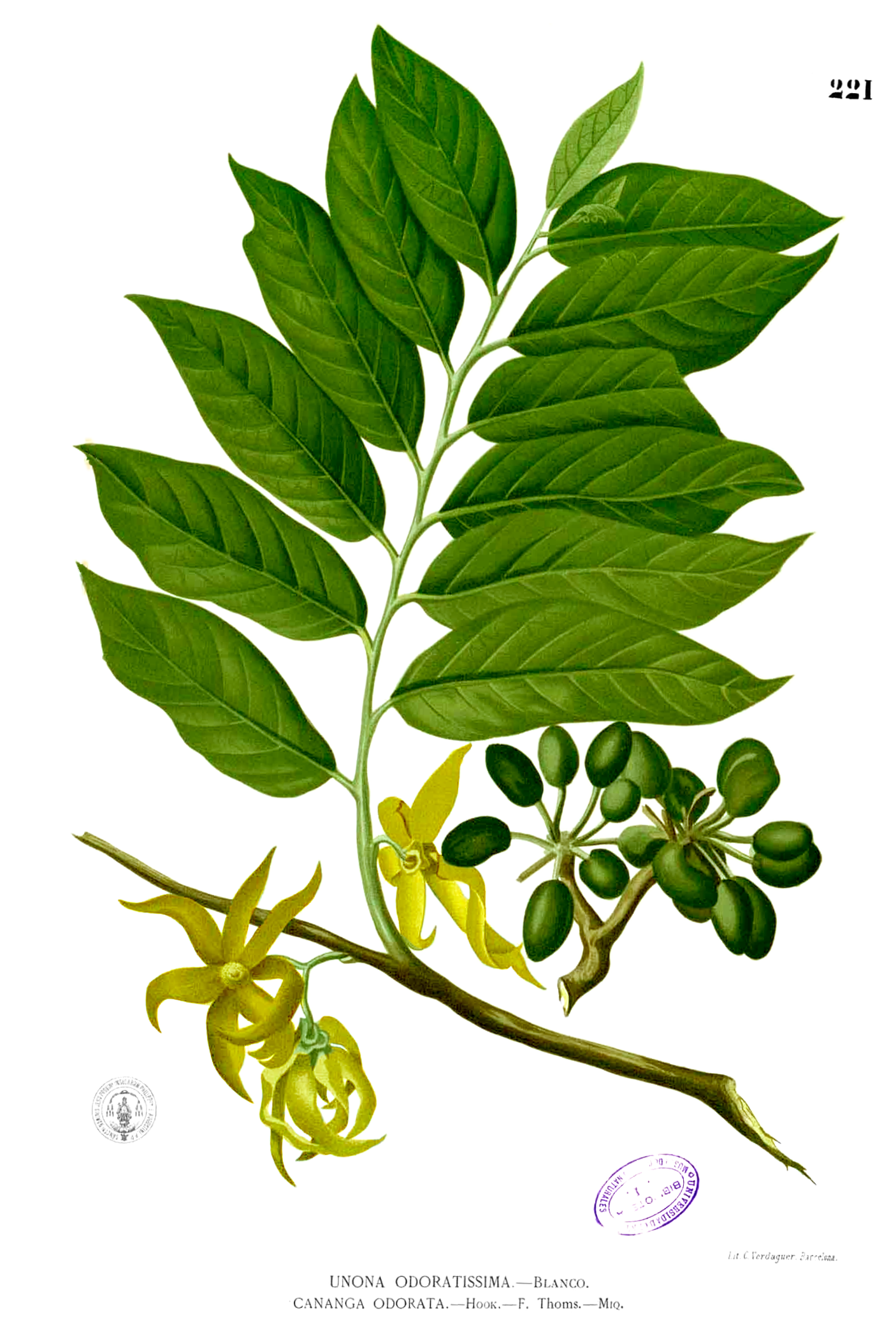

Den essentiella oljan av ilang-ilang används till parfymtillverkning och till aromaterapi. Den påstås inom aromaterapin ha flera medicinska egenskaper. Doftoljan från ilang-ilang används mycket av parfymerier för orientaliska och blommiga dofttemata, och harmonierar med de flesta dofter av blommor, frukter och träslag. I Indonesien strös ylang-ylang på nygiftas säng, och på Filippinerna används blommorna till halsband som används av kvinnor och i religiösa riter.
Ilang-ilang essentiella olja utgör 29% av Komorernas årliga export (1998).

## Synonymer
var. odorata
- Cananga odorata f. genuina Steenis
- Cananga odorata f. macrophylla Steenis
- Canangium mitrastigmum (F. Muell.) Domin
- Canangium odoratum (Lam.) Baill. ex King
- Canangium scortechinii King
- Fitzgeraldia mitrastigma F. Muell.
- Unona leptopetala Dunal
- Unona odorata (Lam.) Dun.
- Uvaria axillaris Roxb.

Uvaria hortensis Noronha 
- Uvaria odorata Lam. (basionym)

var. fruticosa (Craib) Corner 
- Canangium fruticosum Craib